# Medal Jubileuszowy Pamiątkowy Dworski
Medal Jubileuszowy Pamiątkowy Dworski (niem. Jubiläums-Höf-Medaille lub Jubiläums-Medaille des k.u.k. Hofes, węg. Jubileumi Udvari Emlékérem) – austro-węgierskie odznaczenie ustanowione w 1898 z okazji 50. rocznicy objęcia tronu cesarza przez Franciszka Józefa I. Przeznaczone było do nagradzania pracowników dworu monarchy.
Na awersie owalnego medalu o wym. 39 × 31 mm widniał profil cesarza, a na rewersie łaciński napis w pięciu wersach „FRANCISCVS JOSEPHVS QVINQVANGENARII REGNI DIEM FESTVM CELEBRANS 11 DECEMBRIS MDCCCCXCVIII” (tłum.: w dzień świętowania pięćdziesięciolecia panowania Franciszka Józefa 11 grudnia 1898). Na wstążce medalu znajdowało się okucie w kształcie metalowej listewki o grubości 8 mm z datami „1848 – 1898”.
Nadawany był w trzech stopniach (kolorystycznie: złoty, srebrny lub brązowy), a w ich ramach w dwóch rodzajach: dla dworzan cywilnych (für Zivilbedienstete) na prostokątnej wstążce, a dla dworzan wojskowych (für Militærpersoner) na wstążce wiązanej w trójkąt. Wstążka o szer. 40 mm była czerwona z białymi krawędziami o szer. 6 mm. 
Osobna, nieco mniejsza wersja (o wym. 26 × 20 mm i wykonana z brązu), na wstążce wiązanej w kokardę (o szer. 15 mm z paskami 2 mm i okuciem 4 mm), przeznaczona była dla kobiet (für Damen). Odznaczono nią 62 damy dworu.
Odznaczenia nadawane z tej samej okazji, a przeznaczone dla osób wojskowych i cywilnych niepracujących na dworze to Medal Jubileuszowy Pamiątkowy dla Sił Zbrojnych i Żandarmerii oraz Medal Jubileuszowy Pamiątkowy dla Cywilnych Funkcjonariuszów Państwowych.

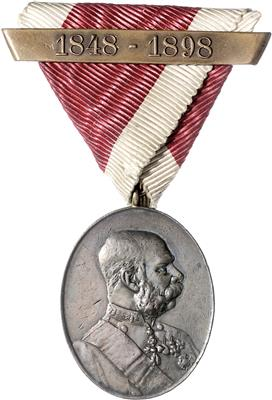
Awers wer. wojskowej
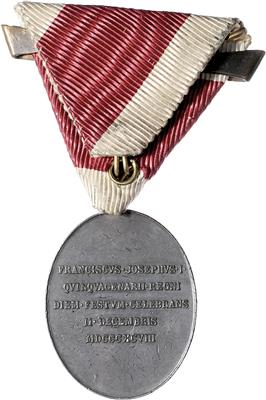
Rewers wer. wojskowej
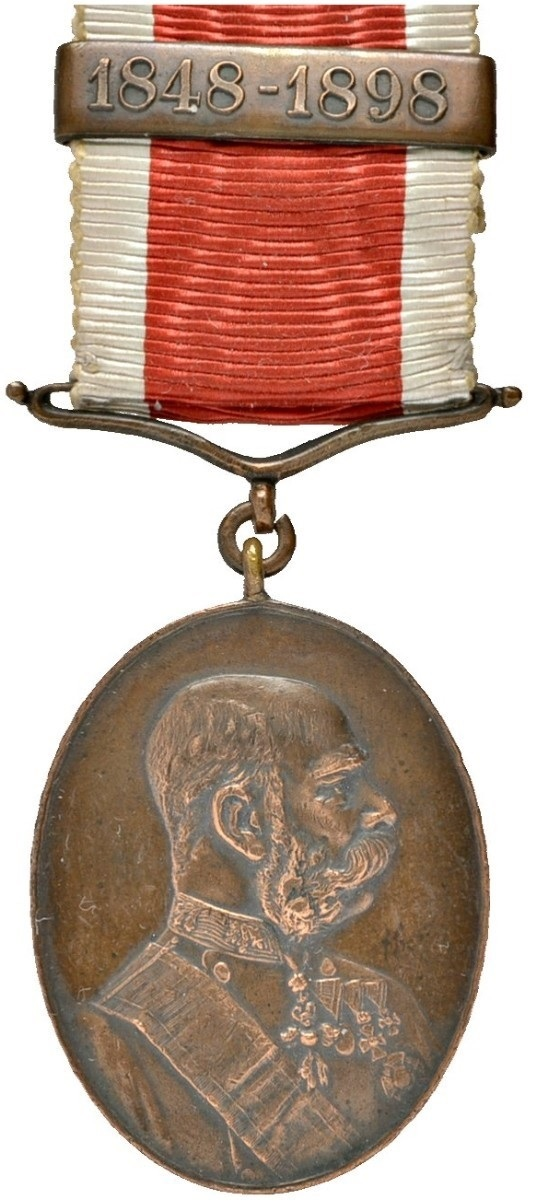
Awers wer. cywilnej
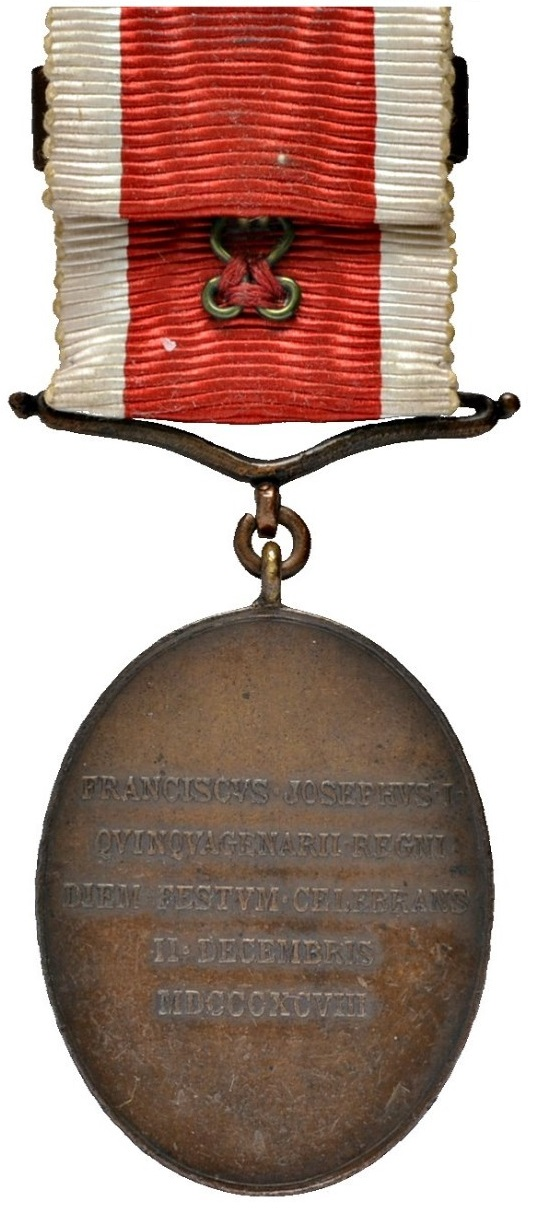
Rewers wer. cywilnej